# وارن سنودجراس
وارن سنودجراس (بالإنجليزية: Warren Snodgrass)هو اختصاصي أمراض مسالك البولية للأطفال متخصص في إصلاح الإحليل التحتي للأطفال، والذي يُعد ثاني أكثر عيوب الولادة شيوعًا. في عام 1994 وصف سنودجراس طريقة الأنبوبة المشقوقة لعلاج الإحليل التحتي، والتي أصبحت تعرف فيما بعد باسم إصلاح سنودجراس وأصبحت النهج الأكثر شيوعًا لإصلاح معظم أشكال الإحليل التحتي. يُعرف سنودجراس عالميُا بمناصرته للعمليات الجراحية المبنية على الأدلة، وألف كتاب مدرسي حول طب المسالك البولية للأطفال. يمارس سنودجراس عمله الخاص بالقرب من دالاس، تكساس.

## السيرة الذاتية

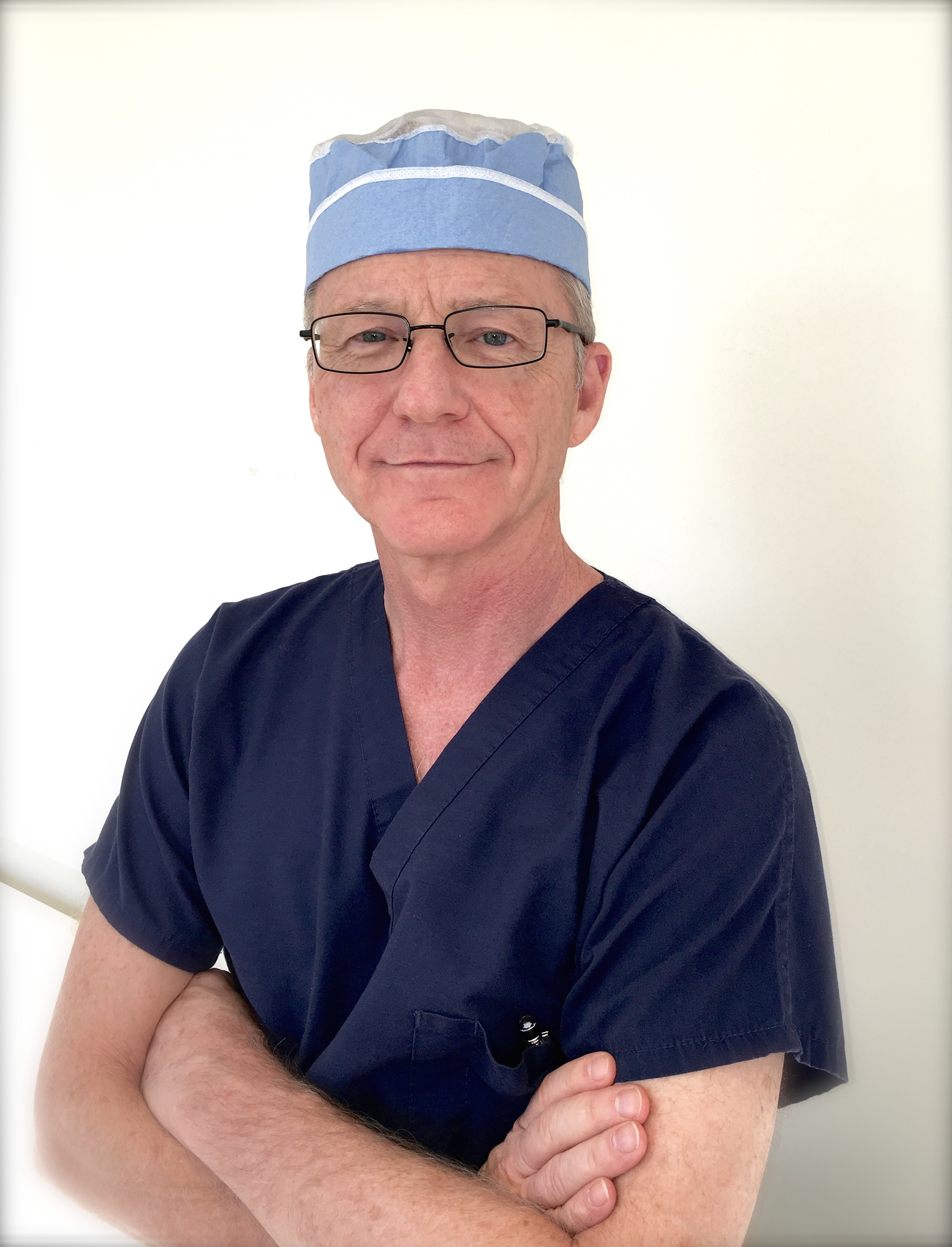
وارن سنودجراس

حصل سنودجراس على شهادة الطب من جامعة تكساس مدرسة الطب في هيوستن في عام 1980، ثم أكمل تدريب المسالك البولية في كلية بايلور للطب في عام 1986. قضى سنودجراس 12 عامًا في ممارسة طب المسالك بالعيادة الخاصة بوالده، طبيب المسالك البولية، في لوبوك، تكساس. عمل سنودجراس في المركز الطبي للأطفال حتى عام 2014، حيث شغل منصب رئيس طب المسالك البولية للأطفال لمدة 12 عامًا. شارك سنودجراس أيضًا في جدل في المركز الطبي للأطفال دالاس في عام 2013 عندما دعا وسمح لصديق مقرب مُنع من ممارسة الطب بسبب التحرش الجنسي بأحد مرضى الإحليل التحتي لأن يدرس للطلاب، والذي أدى بالتبعية إلى منع وادرن من التدريس للطلاب أيضًا.
غادر سنودجراس ونيكول بوش في عام 2014 المركز الطبي للأطفال لإنشاء مركز لجراحة المسالك البولية لإجراء العمليات الجراحية للإحيليل التحتي في الأطفال والبالغين. نشر سنودجراس في عام 199 طريقة الأنبوبة المشقوقة لعلاج الإحليل التحتي، والتي أصبحت تعرف فيما بعد باسم إصلاح سنودجراس وأصبحت النهج الأكثر شيوعًا لإصلاح معظم أشكال الإحليل التحتي. وُصفت تقنية سنودجراس في عام 2011 بأنها الإجراء المهيمن لإصلاح معظم أشكال الإحليل التحتي. وجدت جميع المقالات المنشورة بشأن الإحليل التحتي في عام 2015 أن نهج سنودجراس هو النهج الأكثر استشهادًا به منذ عام 1945.
حاضر سنودجراس وأظهر التقنيات الجراحية دوليًا لأمراض الأطفال والمسالك البولية والجراحين. وأقام دورة سنوية للجراحة تبث على الشبكة العالمية لتعليم الجراحين الذين يقومون بإصلاح الإحليل التحتي. شارك سنودجراس في تحرير كتب طب الأطفال للمسالك البولية، طب الأطفال المسالك البولية: أدلة لإدارة المرضى المثلى. في عام 2015، والذي نشره سنودجراس وزميله نيكول بوش كتابا جراحيا بعنوان «علم إصلاح الإحليل التحتي» برعاية الجمعية خيرية هابينيس.
يهتم سنودجراس في عيادته الخاصة بالمرضى الذين يعانون من الإحليل التحتي وعلاج أمراض المسالك البولية القائم على الأدلة لأطباء آخرين.
نشر سنودجراس كتابًا يصف سقوط الشيوعية في ألمانيا الشرقية بعنوان السيوف إلى المحاريث.

## الجوائز والتكريمات
حصل سنودجراس على منحة فخرية في كلية الجراحين الملكية بإدنبرة. وقد تم وصفه في جريدة الولايات المتحدة نيوز & وورد ريبورت توب كواحد من أمهر الأطباء. تم إدراج سنودجراس في ماركيز هوز هو. وأظهر استعراض لأهم 150 منشورًا علميًا مؤثرًا في جراحات الإحليل التحتي من 1945-2013 أن سنودجراس هو المؤلف الأكثر تكرارًا كما تم تعيين سنودجراس كأفضل طبيب في أمريكا وطبيب فائق في تكساس. اعتبر سنودجراس كأفضل المراجع لقسم طب المسالك البولية للأطفال، وواحد من أعلى 10 مراجع لمجلة طب المسالك البولية للأطفال. كان سنودجراس أستاذ زائر محاضر وجراح لأكثر من 75 مؤتمرًا طبيًا في 36 بلدًا.[1]

## المؤلفات المختارة
- سنودجراس، وفيلانويفا، وبوش. «مدة المتابعة لتشخيص مضاعفات اعتلال الإحليل التحتي». مجلة طب الأطفال المسالك البولية. 10 (2): 208-11. دوي (معرف الوثيقة الرقمي): 10.1016 / j.jpurol.2013.11.011. بميد (ببمد) 24439629.
- سنودجراس، غرانبرغ، بوش، (2013). «إصلاح الإحليل التحتي في الأطفال». مجلة طب الأطفال المسالك البولية. 9 (6): 990-4. دوي (معرف الوثيقة الرقمي): 10.1016 / j.jpurol.2013.04.005. بميد (ببمد) 23707201.
- بوش، هولزر، تشانغ، سنودجراس. «لا خطر من طريقة الأنبوبة المشقوقة لعلاج الإحليل التحتي في الأولاد غير البالغين». مجلة طب الأطفال المسالك البولية. 9: 252-6. دوي (معرف الوثيقة الرقمي): 10.1016 / j.jpurol.2012.03.014. بميد (ببمد) 22542204.
- سنودجراس، داجوستا، د. فيلانويفا، بوش، N (2012). «إصلاح القلفة لا يزيد من مضاعفات الإحليل التحتي». مجلة طب الأطفال المسالك البولية. 9 (4): 401-6. دوي (معرف الوثيقة الرقمي): 10.1016 / j.jpurol.2012.06.008. بميد (ببمد) 22854388.
- سنودجراس، ناكونيزني، بوش، N (2011). «تحليل عوامل الخطر لطريقة الأنبوبة المشقوقة لعلاج الإحليل التحتي». مجلة المسالك البولية. 185 (5): 1845-1851. دوي (معرف الوثيقة الرقمي): 10.1016 / j.juro.2010.12.070. بميد (ببمد) 21420110.

## روابط خارجية
- Warren Snodgrass